# Jan Willem Jacobus de Vos van Steenwijk (1882-1970)
Jan Willem Jacobus baron de Vos van Steenwijk ('s-Gravenhage, 24 februari 1882 - Hengelo, 1 september 1970) was een Nederlands politicus.
De Vos van Steenwijk was een in Wageningen en Duitsland opgeleide landbouwkundige uit een voornaam adellijk geslacht, die tweeënhalf jaar Eerste Kamerlid voor de CHU was. Hij was eigenaar van een grote boerderij en later oprichter van een modelboerderij nabij Zwolle. Op bestuurlijk gebied was hij actief als gedeputeerde van Overijssel en raadslid in Diepenheim. Hij beëindigde zijn Eerste Kamerlidmaatschap vanwege een studiereis naar Canada. Hij stond in zijn woonplaats bekend als 'Heer van Diepenheim'.
- Biografisch Portaal: 84996891
- International Standard Name Identifier: 0000 0003 8804 451X
- Nederlandse Thesaurus van Auteursnamen: 070045712
- Parlement.com: vg09llc9hdu1
- Virtual International Authority File: 281182518
- WorldCat: E39PBJfGWtR7XP3c8H4gwpYHG3